# Addreßhandbuch für die Fränkischen Fürstenthümer Ansbach und Bayreuth
Das Addreßhandbuch für die Fränkischen Fürstenthümer Ansbach und Bayreuth wurde im Verlag der beiden Waisenhäuser zu Ansbach und Bayreuth 1801 gedruckt. Der Herausgeber des Adressbuches ist unbekannt. Fertiggestellt wurde es am 30. März 1800.

## Beschreibung
Im Vorwort wird darauf verwiesen, dass es schon „Vorgänger“ gäbe, aber dieses Addreßbuch „reicher ausgestattet“ sei. Das Werk besteht aus zwei Teilen. Der erste Teil enthält eine Auflistung sämtlicher Behörden des preußischen Verwaltungsgebietes Ansbach-Bayreuth inklusive der in dem Gebiet befindlichen kirchlichen Einrichtungen. Dem folgt eine Berichtigung. Der zweite Teil ist eine alphabetische Auflistung sämtlicher Orte mit Fundstellen im Werk. Dieser Teil hat keine Seitennummerierung.
Bei den staatlichen und kirchlichen Behörden werden die jeweils inbegriffenen Orte aufgelistet und die zu dieser Zeit zuständigen Amtspersonen. Der Abschnitt der Deutschen Schulen gliedert sich nach den evangelisch-lutherischen Dekanaten bzw. Superintendenturen. Für das Fürstentum Bayreuth fehlen Angaben zum katholischen Kirchenwesen und weitestgehend das Zollwesen der einzelnen Kreise.

## Inhaltsverzeichnis
- Militär in den Fürstenthümern Ansbach und Bayreuth (S. 3–10)
- Fränkisches Departement des General-Ober- Finanz- Krieges- und Domainen-Direkorii zu Berlin (11–14)

- Fürstentum Ansbach (S. 15–226)
  - Kriegs- und Domänenkammer (S. 17–24)
  - Bau-Departement (S. 24–26)
  - Medicinal-Departement (S. 27–30)
  - Hausvogtey, steht unter Direktion der Ansbachischen Krieges- und Domainen-Kammer (S. 31)
  - Kreis-Directorien, Kammer- und Justizämter und Magisträte (S. 32–100)
    - Ansbacher Kreis (S. 32–45): Ansbach (S. 32–37), Colmberg und Leutershausen (S. 37–39), Windsbach (S. 39–43), Zollwesen im Kreise (S. 43–45)
    - Crailsheimer Kreis (S. 46–55): Crailsheim (S. 46–50), Feuchtwangen (S. 51–55), Zollwesen im Kreise (S. 225–226)
    - Gunzenhäuser Kreis (S. 55–64): Weißenburg (S. 55), Gunzenhausen (S. 56–59), Roth (S. 59–61), Stauf (S. 61–63), Zollwesen im Kreise (S. 63–64)
    - Schwabacher Kreis (S. 65–80): Schwabach (S. 65–69), Burgthann (S. 69–71), Cadolzburg (S. 71–74), Fürth (S. 74–75), Langenzenn (S. 75–76), Wöhrd und Gostenhof (S. 76–77), Zollwesen im Kreise (S. 77–80)
    - Uffenheimer Kreis (S. 81–92): Uffenheim (S. 81–83), Creglingen (S. 84), Mainbernheim (S. 85–86), Markt Stefft (S. 87), Prichsenstadt (S. 88–89), Zollwesen im Kreise (S. 90–92)
    - Wassertrüdinger Kreis (S. 93–100): Wassertrüdingen (S. 93–96), Heidenheim (S. 96–98), Zollwesen im Kreise (S. 99–100)

  - Personale der Königlichen Ober-Förster, Wildmeister, Förster und Streifer (S. 102–107)
  - Der Zweite Kammer-Senat (S. 108–114)
  - Kirchenwesen (S. 115–175)
    - Geistlichkeit Lutherischer Religion (S. 115–168): Geistlichkeit zu Ansbach (S. 115–116), Dekanat Crailsheim (S. 116–120), Dekanat Feuchtwang (S. 121–126), Dekanat Gunzenhausen (S. 126–131), Dekanat Langenzenn (S. 131–137), Dekanat Leutershausen (S. 138–143), Dekanat Schwabach (S. 144–151), Dekanat Uffenheim (S. 152–159), Dekanat Wassertrüdingen (S. 159–162), Dekanat Weimersheim (S. 162–166), Lutherische Königliche Patronats-Pfarreien außerhalb dem Gebiet (S. 166–168)
    - Reformierte Geistlichkeit (S. 168–169)
    - Katholische Geistlichkeit (S. 169–175): im Justizamt Ansbach (S. 170), im Justizamt Gunzenhausen (S. 170–171), im Justizamt Feuchtwangen (S. 171–172), im Justizamt Crailsheim (S. 172), im Justizamt Heidenheim (S. 172–173), im Justizamt Stauf (S. 173–174), im Justizamt Uffenheim (S. 174), im Justizamt Wassertrüdingen (S. 174–175), im Justizamt Windsbach (S. 175)

  - Schulwesen (S. 176–196)
    - Lateinische Schulen (S. 176–178)
    - Deutsche Schulen (S. 179–196)

  - Ansbachische Regierung (S. 197–203)
  - Die eximierten Stadtgerichte (S. 204–208)
  - Burggräfliches Landgericht zu Ansbach (S. 209–211)
  - Ansbach-Bayreuthische Lotterie-Direktion zu Ansbach (S. 211–212)
  - Postämter (S. 213–221)
  - Ordinaire Boten (S. 222–224)
- Fürstentum Bayreuth (S. 227–402)
  - Kriegs- und Domänenkammer (S. 229–233)
  - Bau-Departement (S. 233–234)
  - Münz-Departement (S. 234)
  - Berg-Departement (S. 234–235)
  - Medicinal-Departement (S. 236–238)
  - Kreis-Directorien, Kammer- und Justizämter und Magisträte (S. 239–303)
    - Bayreuther Kreis (S. 239–249): Bayreuth (S. 239–242), Creußen  (S. 242–243), Neustadt am Kulm (S. 243–245), Pegnitz (S. 245–248), Streitberg (S. 249)
    - Culmbacher Kreis (S. 250–257): Culmbach (S. 250–253), Sanspareil (S. 253–256), Thurnau (S. 256), Peesten (S. 256), Zollwesen im Kreise (S. 257)
    - Erlanger Kreis (S. 258–262): Erlangen (S. 258–260), Osternohe (S. 260–262), Zollwesen im Kreise (S. 262)
    - Hofer Kreis (S. 263–275): Hof (S. 263–265), Lauenstein (S. 266), Münchberg (S. 266–268), Naila (S. 268–275)
    - Neustädter Kreis (S. 276–284): Neustadt an der Aisch (S. 276–278), Ipsheim (S. 278–280), Emskirchen (S. 280–281), Neuhof (S. 281–284)
    - Wunsiedeler Kreis (S. 285–295): Wunsiedel (S. 285–290), Gefrees (S. 291–293), Zollwesen im Kreise (S. 294–295)
    - Eximierte Magisträte (S. 296–303)

  - Forst- und Jagd Personal (S. 304–313)
  - Bayreuthische Regierung (S. 314–318)
  - Kirchenwesen (S. 324–370)
    - Geistlichkeit Lutherischer Religion (S. 324–368): Superintendentur Bayreuth (S. 324–331), Superintendentur Baiersdorf (S. 331–334), Superintendentur Burgbernheim (S. 335), Superintendentur Culmbach (S. 336–342), Superintendentur Christian-Erlangen (S. 342–343), Superintendentur Markt Erlbach (S. 343–345), Superintendentur Hof (S. 345–352), Superintendentur Münchberg (S. 352–356), Superintendentur Neustadt an der Aisch (S. 356–362), Superintendentur Wunsiedel (S. 362–365), Inspektion Redwitz (S. 366–367), Inspektion Thurnau (S. 367–368)
    - Reformierte Geistlichkeit (S. 369–370)

  - Schulwesen (S. 370–394)
    - Friedrich-Alexander-Universität (S. 370–375)
    - Lateinische Schulen (S. 376–380)
    - Deutsche Schulen (S. 381–394)

  - Postämter (S. 395–402)

## Ausgabe
- Addreßhandbuch für die Fränkischen Fürstenthümer Ansbach und Bayreuth. Verlag der beiden Waisenhäuser, Ansbach und Bayreuth 1801, OCLC 869860275 (Digitalisat).